# George Ross (délégué)
Pour les articles homonymes, voir George Ross.
George Ross, né le 10 mai 1730 à New Castle et mort le 14 juillet 1779, est un homme politique américain.
Il est l'un des signataires de la Déclaration d'indépendance des États-Unis.
- Notices d'autorité :   - VIAF
  - ISNI
  - LCCN
  - WorldCat